# Бембібре
Бембібре (ісп. Bembibre) — муніципалітет в Іспанії, у складі автономної спільноти Кастилія-і-Леон, у провінції Леон. Населення — 10 097 осіб (2010).
Муніципалітет розташований на відстані близько 330 км на північний захід від Мадрида, 70 км на захід від Леона.
На території муніципалітету розташовані такі населені пункти: (дані про населення за 2010 рік)
- Арланса: 45 осіб
- Бембібре: 9034 особи
- Лабаньєго: 17 осіб
- Лосада: 116 осіб
- Роданільйо: 83 особи
- Сан-Естебан-дель-Тораль: 48 осіб
- Сан-Роман-де-Бембібре: 500 осіб
- Сантібаньєс-дель-Тораль: 59 осіб
- Віньялес: 195 осіб

## Демографія
Динаміка населення (INE ):

## Галерея зображень

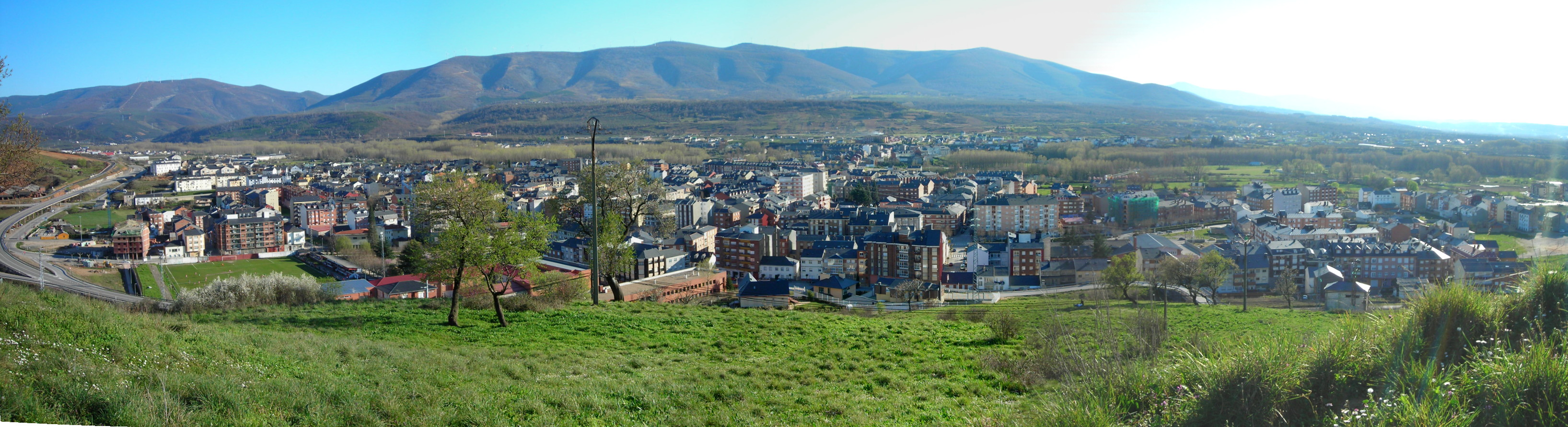
Бембібре